# Pascal Yoadimnadji
Pascal Yoadimnadji, né le 8 avril 1950 et mort le 23 février 2007 à Paris, est un homme politique tchadien. Il est Premier ministre du Tchad du 3 février 2005 jusqu'à sa mort.

## Biographie
Avocat de profession, Pascal Yoadimnadji est ministre de l’Agriculture dans le gouvernement de Moussa Faki avant de devenir Premier ministre le 3 février 2005, nommé par le président Idriss Déby Itno. 
Il meurt d'une hémorragie cérébrale dans la nuit du 22 au 23 février 2007 à l'hôpital militaire du Val-de-Grâce à Paris où il avait été hospitalisé à la suite d'un accident cardio-vasculaire.